# Liste von Söhnen und Töchtern der Stadt Zwickau
Diese Liste enthält Persönlichkeiten, die in Zwickau geboren sind. Die Auflistung erfolgt chronologisch nach dem Geburtsjahr. Die Übersicht enthält Personen, die innerhalb des Stadtgebiets Zwickau in seiner aktuellen Ausdehnung geboren wurden.

## Bis 1800
- um 1432, Martin Römer, † 5. April 1483, Kaufmann, Bergwerksbesitzer, Ritter, Amtshauptmann von Zwickau und dem erzgebirgischen Kreis[1]
- 1460, Erasmus Stella (eig. Johannes Stüler), † 2. April 1521, Arzt, Bürgermeister und Historiker
- um 1470, Paul Lang, † nach 1535, Benediktiner-Mönch und Bibliothekar
- um 1472, Peter Breuer, spätgotischer Bildschnitzer
- 1476/1477, Wolff Cyclop, † nach 1526, Humanist, Mediziner und Autor
- 1486, Hermann Mühlpfordt (Hieronymus Mehlpfordt), † 20. August 1534 in Zwickau, Tuchhändler und Bürgermeister zu Zwickau, Schneeberger Silbergewerke, Kurfürstlicher Geheimer Rat; große Verdienste bei der Einführung der Reformation
- 1492, Stephan Roth, † 8. Juli 1546, Gelehrter, Studium in Leipzig und Wittenberge, 1525–1527 Rektor des Francisceum Zerbst, Stadtschreiber, Übersetzer reformatorischer Schriften; Rektor, Ratsherr und Kanzler der Stadt, Stifter der Zwickauer Dichterschule und einer der besten Büchereien des Reformationszeitalters in der Zwickauer Ratsschulbibliothek
- vor 1500, Nikolaus Storch, † nach 1536 München, Tuchweber und Laienprediger (Zwickauer Propheten)
- 1500, Janus Cornarius, † 16. März 1558, Philologe und Mediziner
- 1501, Gregor Haloander, † 7. September 1531, Jurist
- um 1510, Joachim Greff, † 11. November ? 1552, Pädagoge und evangelischer Theologe
- um 1519, Christoph Baldauf, † Anfang Mai 1580, Pädagoge
- 1520, Abraham Löscher, † 30. April 1575 in Nürnberg, Humanist, Dichter und Rechtswissenschaftler
- um 1520, Georg Thym, † 21. Dezember 1560, Pädagoge, Dichter und Autor
- um 1530, Jakob Krause, † 9. Mai 1585, Buchbinder
- 1532, David Köler, auch: Colerus, Cholerus, Koler, † 25. Juli 1565, Musiker, Organist, Kantor, Komponist
- 1544, 24. August, Wolfgang Mühlpfordt, † 19. April 1574 in Zwickau, genannt der Hinkende; Stadtschreiber, Hauptmann in Jena, Ratsherr in Zwickau
- 1559, Johannes Fleck, † 30. Juli 1628, Pfarrer
- 1584, 3. Mai, Franz Kess, † vor 1650, Pädagoge
- 1593, Zacharias Vogelius, auch Vogel, † 1656 in Lauenburg/Elbe, evangelisch-lutherischer Pastor und Generalsuperintendent
- 1612, 29. März, Christian Daum, † 15. Dezember 1687, Philologe und Historiker
- 1638, 30. November, Joachim Feller, † 5. April 1691, Professor der Poesie und Beredsamkeit, Dichter und Bibliothekar; Pietist
- 1659, 9. November, Georg Andreas Conradi, † 5. Februar 1718 in Dresden, Jurist
- 1674, 22. Juli, Jacob Leupold, † 12. Januar 1727, Mechaniker und Instrumentenbauer
- um 1680, Martin Gotthelf Löscher, † 3. November 1735, Physiker
- 1680, David Christian Valther, † 1739, Arzt und Schriftsteller, Mitglied der Gelehrtenakademie „Leopoldina“ seit 1705
- 1692, Wilhelm Bärensprung, † 3. August 1761, Buchdrucker
- 1712, 9. Juni, Gottlob Christian Klügel, † 18. November 1794, Jurist
- 1717, 28. November, Georg Körner, † 3. Mai 1772, Pfarrer, Sprachforscher und Chronist
- 1741, Johann Gottfried Krebs, † 5. Januar 1814, Kantor, Organist und Komponist
- 1744, Christian Friedrich Nürnberger, † 26. Februar 1795, Mediziner und Botaniker
- 1755, 20. Januar, Johannes Aloysius Martyni-Laguna, † 19. April 1824, Privatgelehrter
- 1757, 16. September, Alexander Ferdinand von Mellentin, † 16. Februar 1823, königlich-sächsischer Generalmajor
- 1795, 18. Februar, Karl Ernst Richter, † 8. April 1876, Publizist und Mitglied der Ständeversammlung des Königreichs Sachsen
- 1800, 18. Juli, Georg Heinrich Wolf von Arnim, † 9. Oktober 1855, Eisenhütten- und Bergbauunternehmer

## 19. Jahrhundert

### 1801 bis 1850
- 1809, 25. Oktober, Emil Herzog, † 1. November 1883, Mediziner und Chronist
- 1810, 8. Juni, Robert Schumann, † 29. Juli 1856, Komponist
- 1825, 22. Mai, Wilhelm Bernhard Hildebrand, † 8. November 1898 in Leutzsch, lutherischer Pfarrer und Autor
- 1826, 27. April, Friedrich Immisch, † 22. Februar 1892, Mediziner
- 1828, 7. September, Ernst Julius Meier, † 6. Oktober 1898, evangelischer Theologe
- 1828, 23. Dezember, Wilhelm Große, † 30. Juli 1911 in Kötzschenbroda, Lehrer und Pfarrer
- 1834, 7. März, Paul Fischer, † 12. März 1894 in Zittau, Musikdirektor und Stadtbibliothekar in Zittau
- 1834, 11. August, Oskar Wilhelm Schuster, † 10. September 1904 in Dresden, Generalmajor und Autor
- 1835, 4. September, Bernhard Freiherr von Hausen, † 31. Dezember 1893, Politiker, Amts- und Kreishauptmann in Zwickau
- 1838, 5. März, Karl Friedrich Ebert, † 22. März, Rittergutsbesitzer und Politiker (Deutschkonservative Partei)
- 1838, 22. Juli, Gotthilf Ludwig Möckel, † 26. Oktober 1915, Architekt
- 1838, 23. Dezember, Carl Wolf, † 30. Januar 1915, Industrieller, Gründer der Grubenlampenwerke Friemann & Wolf in Zwickau
- 1839, 6. Juli, Dietrich Carl von Carlowitz, † 26. Mai 1890, Rittergutsbesitzer und Politiker (Deutschkonservative Partei)
- 1843, 1. Juni, Auguste Wilbrandt-Baudius, † 30. März 1937, Schauspielerin
- 1845, 1. März 1845, Ernst Voigt, † 21. Februar 1886, Jurist und Politiker
- 1847, 29. Juni, Paul Flechsig, Psychiater, Hirnforscher und Professor
- 1848, 12. Januar, Julius Seifert, † 31. März 1909, Politiker (SPD)
- 1850, 18. August, Otto Bauer, † 23. Oktober 1916, Politiker, Bürgermeister mehrerer Städte

### 1851 bis 1900
- 1852, 3. Januar, Georg Beuchelt, † 17. August 1913, Politiker
- 1853, 28. August, Paul Meyer, † nach 1913, Rittergutsbesitzer und Politiker
- 1854, 9. Juni, Hermann Arthur Thost, † 23. Dezember 1937, HNO-Arzt, Dominus praeses des Academischen Clubs zu Hamburg
- 1855, 28. Juli, Kurt Sorge, † 9. September 1928, Industrieller und Politiker (DVP)
- 1856, 1. April, August Siegel, † 2. Oktober 1936, Bergarbeiterführer und Gewerkschafter; einer der drei Kaiserdelegierten.
- 1859, 17. Dezember, Ernst Kühn, † 5. November 1943, Architekt
- 1861, 15. Mai, Friedrich Paul Fikentscher, † 4. Februar 1924, Unternehmer, Handelsrichter und Lokalpolitiker
- 1861, 6. Dezember, Adolf Gustav Seifert, † 20. November 1920, Konsumgenossenschafter und Geschäftsführer der GEG
- 1863, 11. Dezember, Heinrich Schurtz, † 2. Mai 1903, Ethnologe und Historiker
- 1864, 9. April, Eduard Flechsig, † 1. Dezember 1944, Kunsthistoriker und Museumsbeamter
- 1865, 30. Mai, Carl Schiffner, † 16. September 1945, Hüttenkundler und Hochschullehrer
- 1865,  13. Juni, Gustav Wolf, † 19. April 1940, Historiker und Hochschullehrer
- 1866, 22. April, Wilhelm Jahn, † 21. Dezember 1924, General
- 1869, 6. Oktober, Heinrich Böhmer, † 25. März 1927, evangelischer Kirchenhistoriker
- 1869, 18. Oktober, Georg Weicker, † 1957, Klassischer Archäologe und Altphilologe
- 1870, 21. März, Heinrich Waentig, † 22. Dezember 1943, Nationalökonom und Politiker (SPD)
- 1871, 4. Oktober, Gustav Nötzold, † 27. November 1939, Mundartdichter
- 1872, 13. März, Johannes Hertel, † 27. Oktober 1955, Indologe
- 1872, 15. November, Hans Dominik, † 9. Dezember 1945, Schriftsteller, Journalist und Ingenieur
- 1874, 28. Juni, Albert Pietzsch, † 13. Juni 1957, Industrieller, Unterstützer und Funktionär der NSDAP
- 1874, 29. Juni, Georg Göhler, † 4. März 1954, Dirigent, Musikkritiker und Komponist
- 1875, 5. Juli, Willibald Eisert, † 1950, Mundartdichter des Erzgebirges
- 1876, 7. Mai, Max Deutschbein, † 15. April 1949, Anglist und Professor
- 1876, 4. Oktober, Georg Barth † 15. Mai 1947, Jurist und Politiker (DNVP)
- 1877, 15. März, Kurt Weckel, † 18. Juli 1956, Politiker (USPD, SPD)
- 1879, 6. September, Lothar Brieger-Wasservogel,† 17. März 1949, Journalist und Kunsthistoriker
- 1887, 22. April, Hans Kreller, † 14. Februar 1958, Rechtshistoriker und Papyrologe
- 1880, 10. August, Wilhelm H. Schulz, † 30. Oktober 1951, Institutsdirektor TU Clausthal
- 1880, 8. Oktober, Fritz Bleyl, † 19. August 1966, Architekt und Maler, Mitbegründer der expressionistischen Künstlergruppe Brücke
- 1881, 25. Juni, Hellmuth von Mücke, † 30. Juli 1957, Offizier, Politiker (NSDAP) und Schriftsteller
- 1881, 31. Dezember, Max Pechstein, † 29. Juni 1955, Maler und Grafiker
- 1882, 22. März, Balder Olden, † 24. Oktober 1949, Schriftsteller
- 1882, 28. September, Herbert Mosebach, † 1954, Jurist und Politiker, Oberbürgermeister der Stadt Merseburg
- 1882, 28. Oktober, Heinz Zimmermann, † 20. Juni 1968, österreichischer Politiker
- 1883, 21. September, Ernst Brändel, † 12. Oktober 1947, NS-Funktionär
- 1883, 15. Oktober, Kurt Arnold Findeisen, † 18. November 1963, Schriftsteller
- 1884, 7. September, Erich Wagler, † 29. August 1951, Ichthyologe
- 1884, 28. September, Martin Buchwald, † nach Mai 1945, Reichsgerichtsrat
- 1884, 5. Dezember, Rudolf Scheffler, † 9. Mai 1973 in Valley Cottage, deutsch-amerikanischer Maler, Grafiker und Mosaikkünstler
- 1886, 30. Juni, Georg Bauer, † 16. Dezember 1952, Eisenbahner
- 1886, 27. Oktober, Amandus Haase, † 18. Februar 1947, Vorgeschichtsforscher
- 1887, 1. Januar, Karl Bellmann, † 31. Oktober 1976, Architekt und Maler
- 1887, 28. Februar, Wilhelm Jost, † 15. August 1948, Architekt
- 1887, 22. April, Hans Kreller, † 14. Februar 1958, Rechtshistoriker und Papyrologe
- 1887, 4. August, Martin Erich Philipp, † 1. November 1978, Maler und Grafiker
- 1887, 13. November, Paul Samson-Körner, † 25. August 1942, Boxer
- 1888, 18. Januar, Hugo Kroemer, † 20. Januar 1971, österreichischer Pianist
- 1888, 20. September, Paul Drechsler, † 31. Juli 1953, Politiker (NSDAP)
- 1889, 8. April, Paul Berger, † 30. März 1949, Bildhauer
- 1889, 14. August, Ernst Otto Schimmel, † 26. April 1930, Oberbürgermeister von Glauchau
- 1889, 7. Dezember, Hugo Weber, † 1975, Volkswirt und Politiker (Wirtschaftspartei, DNVP)
- 1890, 7. Oktober, Hans Fliege, † 29. Januar 1976, Professor und NS-Funktionär
- 1890, 16. Dezember, Hermann Schüttauf, † 25. Februar 1967, Garten- und Landschaftsarchitekt
- 1891, 9. September, Paul Schmidt-Roller, † 8. November 1963, Künstler
- 1892, 26. Februar, Ottomar Otto, † 3. Mai 1945, Kriminalrat und SS-Sturmbannführer
- 1893, 18. Mai, Hans Migotsch, † 17. November 1978, Betriebsratsvorsitzender und Werkdirektor
- 1893, 4. November, Wilhelm Meisel, † 7. September 1974, Marineoffizier und Chef der Seekriegsleitung
- 1894, 16. Juli, Horst Wolf, † 29. Februar 1980 in Halle (Saale), Heldentenor
- 1894, 20. Juli, Emil Vogel, † 1. Oktober 1985, Offizier, zuletzt General der Gebirgstruppe
- 1894, 11. Oktober, Herbert Schönfeld, † 4. Dezember 1979, Pädiater und Schriftsteller
- 1894, 15. Oktober, Albert Albin Funk, † 27. April 1933, Politiker und Reichstagsabgeordneter
- 1894, Albert Schuster, † unbekannt, Motorradrennfahrer
- 1895, 16. Mai, Rudolf Peschke, † 1970, Maler und Grafiker
- 1895, 10. Juni, Harald Müller, † 4. November 1982 in Aachen, Elektrotechniker und Hochschullehrer
- 1896, 23. Dezember, Gertrud Schubart-Fikentscher, † 24. März 1985, Juristin und Hochschullehrerin
- 1899, 25. März, Walter Hentschel, † 22. Dezember 1970, Kunsthistoriker
- 1899, 16. Juli, Harry Wilde, † 22. Februar 1978, Journalist und Schriftsteller
- 1899, 25. Dezember, Gerhard Kreyssig, † 14. Oktober 1982, Politiker (SPD)
- 1900, 17. August, Erich Pansold, † 4. Februar 1982 in Schwarzenberg, Textildesigner
- 1900, 6. Dezember, Gerhard Küntscher, † 17. Dezember 1972, Chirurg
- 1900, 19. Dezember, Carl Schneider, † 16. Mai 1977, Theologe

## 20. Jahrhundert

### 1901 bis 1910
- 1901, 13. Oktober, Walther Hertzsch, † 1975, Agrarwissenschaftler und Botaniker
- 1902, 15. November, Herbert Junghanns, † 24. Februar 1986, Chirurg
- 1902, 27. Mai, Wolfgang Küntscher, † 21. Mai 1966, Ingenieur und Hochschullehrer
- 1903, 21. Januar, Herbert Schneider, † 5. März 1970, Architekt
- 1903, 4. Juni, Karl Hennig, † 8. Juli 1992, evangelischer Theologe
- 1903, 15. Juni, Andreas Thierfelder, † 15. April 1986, klassischer Philologe
- 1904, 20. Februar, Richard Horn, † 11. November 1977 in Bernau, Offizier des Ministeriums für Staatssicherheit der DDR
- 1904, 31. März, Kurt Meyer, † 6. November 1978 in Wolfen, Chemiker und Hochschullehrer
- 1904, 18. April, Ernst Gerber, † 16. März 1976, Politiker
- 1904, 30. Mai, Doris Schachner, † 1. April 1988, Mineralogin und Ehrensenatorin der RWTH Aachen
- 1904, 5. Juni, Hermann Klemm, † 10. Juni 1983, Theologe und Widerstandskämpfer gegen den Nationalsozialismus
- 1940, 5. November, Käte Richter-Lohse, † 8. Mai 1956 in Zwickau, Malerin und Grafikerin
- 1904, 12. November, Friedrich Berner, † 2. März 1945, NS-Mediziner
- 1905, 2. April, Alfred Franke, † unbekannt, Schuhmachermeister und Politiker, Mitglied der Volkskammer der DDR
- 1905, 6. Juni, Herbert Thiele, † 1973, Maler und Graphiker
- 1906, 24. Juni, Alfred Spindler, † 5. Oktober 1975, Politiker
- 1907, 2. Februar, Ilse Beate Jäkel, † 13. Dezember 1982 in Stuttgart, Aquarellmalerin und Karikaturistin
- 1907, 10. Februar, Otto Mende, † 26. Juni 1944, Widerstandskämpfer gegen den Nationalsozialismus und Opfer des Faschismus
- 1907, 6. Mai, Rolf Trexler, † 15. Juni 1985, Puppenspieler
- 1908, 8. Juni, Johannes Ignaz Kohler, † 7. Oktober 1994, Maler und Grafiker
- 1908, 10. Juli, Otto Riedel, Theologe und Schriftsteller
- 1908, 20. August, Hans C. W. Hartmuth, † 29. September 1983, Unternehmer
- 1910, 7. Februar, Hans Grimm, † 1. April 1995, Arzt und Anthropologe

### 1911 bis 1920
- 1911, 10. März, Marianne Hütel, † 25. Juni 1983 in Zwickau, erzgebirgische Heimatdichterin und Mundartsprecherin
- 1911, 15. März, Wolfgang Ranft, † 16. Oktober 2006, Arzt und Politiker
- 1912, 2. März, Karl-Heinz Schuster, † 3. Februar 2006 in Hamburg, Maler und Bühnenbildner
- 1912, Gershom Gustav Schocken, † 1990, Sohn von Salman Schocken, Herausgeber und Chefredakteur der israelischen Tageszeitung Haaretz in Tel Aviv[2]
- 1912, 21. Dezember, Erich Dietel, † 1. Juni 1991, Fußballtrainer
- 1913, 25. Februar, Gert Fröbe, † 5. September 1988, Schauspieler zahlreicher Film- und Bühnenrollen
- 1914, 10. Dezember, Wolfgang Brunecker, † 26. Juni 1992, Schauspieler
- 1915, 17. Januar, Heinz Klemm, † 28. August 1970 in Räckelwitz, Journalist, Lektor und Schriftsteller
- 1915, 28. April, Werner-Hans Schlegel, † 7. Juni 2003, Maler und Grafiker
- 1917, 14. Dezember, Eberhardt Hengst, † 18. Juni 1996, Forstwissenschaftler
- 1920, 28. März, Heinz Fleischer, † 1975, Maler, Grafiker und Textilgestalter
- 1920, 21. November, Walter Fritzsch, † 15. Oktober 1997, Fußballspieler und DDR-Oberligatrainer

### 1921 bis 1930
- 1921, 14. April, Gerhard Schürer, † 22. Dezember 2010, Politiker (SED)
- 1921, 24. April, Heinz Krügel, † 27. Oktober 2008, Fußballspieler, DDR-Nationalmannschafts- und Oberligatrainer
- 1922, 18. Juni, Helmut Schröcke, Mineraloge und Hochschullehrer
- 1923, 28. Februar, Horst Oettler, † 6. Dezember 2007, Fußballspieler
- 1924, 5. April, Manfred Fuchs, Fußballspieler
- 1924, 22. April, Rudolf Hieblinger, † 2009, Jurist
- 1924, 3. Juli, Günter Schneider, † 29. November 2000, Fußballspieler
- 1925, 30. Januar, Maria Günther, † 19. September 2021, Reiterin, Reitlehrerin, Deutsche Meisterin im Springreiten
- 1925, 21. April, Ehrhardt Bödecker, † 6. Dezember 2016, Bankier
- 1925, 4. Juli, Karl Fischer († 2022), Kristallograph und Ordinarius ab 1964[3]
- 1925, 8. Dezember, Christa Bretschneider, „Gartenarchitektin und Denkmalpflegerin“
- 1926, Erhard Weller, † nach 1983, Schauspieler; galt seinerzeit mit 2,38 m als längster Mann Europas[4][5]
- 1926, 23. Februar, Edgar Klier, † 8. Juni 2015, Maler und Grafiker
- 1926, 9. März, Hans-Heinrich Müller, † 10. Oktober 2023, Agrarhistoriker
- 1926, 27. Mai, Lothar Piche, † 8. März 2018, Politiker (DSU)
- 1926, 23. August, Helmut Weck, † 28. Juli 2001, Pädagoge
- 1926, 22. Oktober, Joachim Gutsche, † 23. Januar 2012, Maler
- 1927, 7. Juli, Heinz Satrapa, † März 2001, DDR-Fußballnationalspieler
- 1927, 27. September, Werner Fuchs, † 11. Januar 2016, Archäologe
- 1928, 25. Februar, Konrad Wünsche, † 5. April 2012, Pädagoge und Buchautor
- 1928, 16. April, Werner Voigt, † 3. November 2024, Maler und Grafiker
- 1928, 7. Mai, Heinz Heitzer, † 19. April 1993, Historiker
- 1928, 10. September, Peter Mauersberger, † 17. Februar 2007, Physiker und Ökologe
- 1928, 2. Oktober, Willy Tröger, † 30. März 2004, DDR-Fußballnationalspieler
- 1928, 7. Oktober, Wolfgang Pintzka, † 23. Juli 2006, Theaterregisseur
- 1928, 11. Oktober, Inge Taubert, † 10. Dezember 2009, Historikerin
- 1929, 5. Januar, Gisela Meierkord, † 11. Juni 2017, Stifterin
- 1929, 31. Juli, Erika Klier, Malerin und Grafikerin
- 1929, 3. August, Gerda Susanna Enke, später Dr. Susanna Kosmale, † 6. Dezember 2014, Wissenschaftlerin
- 1929, 16. August, Ina-Maria Greverus, † 11. April 2017, Volkskundlerin und Kulturanthropologin
- 1929, 4. September, Eberhardt Klemm, † 7. Juni 1991, Musikwissenschaftler
- 1929, 28. Oktober, Horst Röhling, † 23. Dezember 2017, Slawist und Bibliothekar
- 1929, 25. Dezember, Christoph Brückner, † 4. Juni 2019, Arbeitsmediziner
- 1930, 13. Januar, Waltraut Seitter, † 15. November 2007, Astronomin
- 1930, 21. April, Rolf Rudolph, † 12. Januar 1963, Historiker
- 1930, 15. November, Herbert Häber, † 10. April 2020, Politiker (SED) und West-Unterhändler, Mitglied des ZK der SED
- 1930, 19. November, Hartmut Grossmann, † 13. Februar 2016, Schriftsteller
- 1930, 21. November, Eberhard Foth, Jurist, Richter am Bundesgerichtshof

### 1931 bis 1940
- 1931, 24. April, Rolf Hädrich, † 29. Oktober 2000, Filmregisseur und Drehbuchautor
- 1931, 3. Juni 1931, Gottfried Höfer, † 4. November 1983 in Potsdam, Maler und Grafiker
- 1931,  19. Juli, Werner Kessel, † 22. September 1992, Journalist
- 1931, 28. September, Hans-Günter Petzold, † 19. November 1982, Politiker und Zoologe
- 1931, 7. Oktober, Gottfried Mauersberger, † 17. Mai 1994, Ornithologe
- 1931, 30. November, Manfred Geßner, † 31. Oktober 2016, Politologe und Politiker (SPD)
- 1932, Karl Schmutzler, Politiker (DBD, CDU)
- 1932, 28. Februar, Günter Morck, † 2017, Bucheinband- und Ledergestalter
- 1932, 23. April, Harald Aurich, † 10. April 2005, Biochemiker
- 1932, 20. Juni, Hannes Hüttner, Mediziner und Kinderbuchautor
- 1932, 29. Juni, Werner Breig, Musikwissenschaftler und Musikherausgeber
- 1933, 20. September, Wilfriede Otto, † 2. Februar 2015, Historikerin und Publizistin
- 1933, 4. November, Günter Möckel, † 19. Oktober 2019, General
- 1933, 2. Februar, Alfred Klose, † 25. März 2019, Gewerkschaftsfunktionär
- 1934, 6. Mai, Alois Glaubitz, Fußballspieler
- 1934, 4. November, Gotthard Strohmaier, Arabist, Gräzist und Medizinhistoriker
- 1935, 20. Januar, Berthold Dietz, † 7. Januar 2023, Bildhauer
- 1935, 18. März, Klaus Matthäi, † 13. April 1986, Grafiker und SED-Bezirkstagsabgeordneter
- 1935, 25. März, Wolfgang Weller, Ingenieur und Professor für Technische Kybernetik
- 1935, 20. April, Hermann Märker, Hornist und Professor
- 1935, 12. September, Ralph Hartmann, Diplomat und Sachbuch-Autor
- 1935, 24. Dezember, Karl-Heinz Bernhardt, Geophysiker und Professor für Meteorologie
- 1935, 30. Dezember, Alexander Weigel, † 13. Januar 2020, Dramaturg und Autor
- 1936, 12. März, Heiner Fischer, † 3. Juni 2016, Politiker (SED)
- 1936, 13. April, Ulrich Frank-Planitz, † 7. Mai 2011, Autor, Journalist und Verleger in Stuttgart
- 1936, 15. Juni, Horst de Marées, † 16. März 1994, Sportmediziner und Buchautor
- 1936, 16. Juni, Klaus Unger, † 7. Oktober 2020, Chemiker, Hochschullehrer und Professor an der Johannes-Gutenberg-Universität Mainz
- 1936, 28. Juli, Wolfgang Künzel, Gynäkologe und Geburtshelfer
- 1936, 20. August, Regine Heinecke, † 7. November 2019, Malerin, Grafikerin und Illustratorin
- 1936, 12. September, Rolf Röpke, Fußballspieler
- 1936, 26. Oktober, Joachim Schmidt, Politiker (CDU)
- 1937, 3. März, Karl-Heinz Barth, † 1. Februar 2011, Architekt und Kunsthistoriker
- 1937, 5. April, Georg-Berndt Oschatz, Verwaltungsbeamter und Politiker (CDU)
- 1937, 11. Mai, Horst Böhm, † 21. Februar 1990, SED-Funktionär, MfS-Leiter der Bezirksverwaltung Dresden
- 1937, 2. Juni, Günter Albusberger, † 1. Juni 2020, Ingenieur und Industriedesigner
- 1937, 3. Juli, Kurt Holzapfel, Historiker
- 1937, 3. August, Reiner Groß, Archivar und Historiker
- 1937, 19. Oktober, Walter May, Architekturhistoriker
- 1937, 1. Dezember, Jürgen Starnick, Chemiker und Politiker (FDP)
- 1937, 5. Dezember, Joachim Kratsch, Maler und Grafiker
- 1938, 1. August, Gunter Friedrich, Filmregisseur
- 1938, 6. August, Rudolf Avenhaus, Physiker und Statistiker
- 1938, 13. Dezember, Egon Schlegel, † 22. Februar 2013, Filmregisseur
- 1938, 19. Dezember, Nikolaus Sulzberger, Opernregisseur
- 1938, 26. Dezember, Reiner Fülle, DDR-Agent
- 1939, 30. September, Jörg Jordan, Politiker (SPD)
- 1940, 11. Mai, Bernd Katzenstein, † 1. Juni 2025, Publizist und Journalist
- 1940, 17. Mai, Hartwig Ebersbach, Maler
- 1940, 21. Mai, Peter Pfefferkorn, Holzstecher und Maler
- 1940, 19. August, Axel Schmidt, † 9. Dezember 2024, Musiker
- 1940, 3. November, Susi Schuster, Schlagersängerin
- 1940, 12. November, Helga Dietrich, Biologin

### 1941 bis 1950
- 1941, Heinrich Mäding, Wirtschaftswissenschaftler und Stadtforscher
- 1941, 27. Juli, Peter Seifert, Politiker (SPD), von 1993 bis 2006 Oberbürgermeister von Chemnitz
- 1941, 20. September, Gerhard Körner, Fußballspieler
- 1942, 11. April, Gerd-Rainer Riedel, Geologe
- 1942, 8. Mai, Dietmar Schulz, Jurist, Verwaltungsbeamter, Staatssekretär in der Niedersächsischen Landesregierung
- 1942, 10. Mai, Günter Siegel, † 22. November 2019, Physiologe
- 1942, 12. August, Volker Anding, Diplomat
- 1942, 4. November, Jürgen Golle, Komponist und Hochschullehrer
- 1943, 5. Januar, Wolf-Dieter Röber, Kunsthistoriker und Museologe
- 1943, 6. Januar, Peter Henschel, Fußballspieler und -trainer
- 1943, 10. Februar, Harald Fritzsch, † 16. August 2022, theoretischer Physiker (Quantentheorie)
- 1943, 20. März, Gerd Möckel, Politiker (CDU)
- 1943, 18. April, Günter Höhne, Journalist und Design-Sammler
- 1943, 20. April, Peter Brändel, Fußballspieler
- 1943, 13. Juni, Heide Seidel, Politikerin (SPD)
- 1943, 1. Juli, Gabriela Haupt, geborene Nobis, Skilangläuferin
- 1943, 16. Juli, Wolfram Ebersbach, Maler und Hochschullehrer
- 1943, 20. Oktober, Uwe Schneider, Politiker (CDU) und Autor
- 1943, 30. November, Konrad Heinze, † 29. September 2020, Politiker (CDU) und Oberbürgermeister von Freiberg
- 1944, Michael Barthel, Politiker (SPD)
- 1944, 24. Februar, Joachim Lautenschläger, Maler und Grafiker
- 1944, 26. Februar, Michael Köhler, Rennrodler
- 1944, 29. März, Ruth Heyder, Malerin, Grafikerin und Plastikerin
- 1944, 13. Mai, Manfred Hamm, Fotograf
- 1944, 23. Mai, Volkmar Weiss, Genetiker, Sozialhistoriker und Genealoge
- 1944, 5. Juli, Knut Klotz, Jurist, Beamter und Politiker (SPD)
- 1944, 27. September, Gottfried Teubner, Politiker (CDU)
- 1944, 28. Dezember, Bernd Meier, † 30. Mai 2005, Politiker (SED/PDS)
- 1945, 1. Januar, Lutz Görner, † 3. April 2024, Rezitator
- 1945, 8. März, Uwe Bullmann, † 10. Juni 2016 in Chemnitz, Grafiker und Maler
- 1945, 14. März, Berko Acker, † 1. Dezember 1978 in Berlin, Schauspieler
- 1945, 15. März, Volker Kröning, Politiker (SPD)
- 1945, 3. Oktober, Hans-Rainer Müller, Schauspieler und Synchronsprecher
- 1946, 19. März, Christine Beier, Blaudruckerin und Textildesignerin
- 1946, 10. Juli, Regina Thoss, Sängerin
- 1946, 19. Oktober, Jürgen Croy, langjähriger DDR-Fußballnationaltorwart und Oberligaspieler der BSG Sachsenring Zwickau
- 1946, 24. Oktober, Kristina Richter, Handballspielerin
- 1947, 11. Januar, Rosemarie Priebus, Politikerin (CDU)
- 1947, 18. Juli, Helke Misselwitz, Regisseurin und Mitglied der Berliner Akademie der Künste
- 1947, 8. August, Karl-Friedrich Fischer, Informatiker und Ingenieur, Rektor der WHZ
- 1947, 26. Dezember, Peter Sattmann, Filmschauspieler
- 1947, 27. Dezember, Hans Henning Hahn, Historiker
- 1948, Norbert Peschke, Ingenieur und Heimatkundler
- 1948, 24. November, Christoph Bergner, Politiker (CDU), von 1993 bis 1994 Ministerpräsident des Landes Sachsen-Anhalt
- 1948, 30. Dezember, Eckart Viehweg, † 30. Januar 2010, Mathematiker
- 1949, 8. Februar, Horst Groschopp, Kulturwissenschaftler
- 1949, 15. Mai, Hagen von Ortloff, Journalist (Eisenbahn-Romantik)
- 1949, 6. November, Harald Ehrig, Rennrodler
- 1949, 26. November, Gerd Schellenberg, Fußballspieler
- 1950, Andreas Flade, evangelischer Pastor in Mecklenburg
- 1950, Klaus Hähner-Springmühl, † 15. Juli 2006, Künstler in der unabhängigen Szene der DDR
- 1950, 22. Januar, Werner Schulz, † 9. November 2022 in Berlin, Politiker (Bündnis 90/Die Grünen)
- 1950, 31. August, Wolfram Kober, Science-Fiction-Autor
- 1950, 19. September, Joachim Schykowski, Fußballspieler
- 1950, 13. Oktober, Rainer Eichhorn, Politiker (CDU)

### 1951 bis 1960
- 1951, Eberhard Lenk, Maler
- 1951, Peter Wicke, Musikwissenschaftler
- 1951, 20. Januar, Wolfgang Enders, † 4. März 2017, Politiker (CDU)
- 1951, 18. April, Gerd-Helge Vogel, Kunsthistoriker
- 1951, 18. Mai, Frank Petzold, Komponist
- 1951, 19. September, Hans Schykowski, Fußballspieler
- 1951, 4. Dezember, Reinhard Eiben, Kanute
- 1951, 13. Dezember, Margit Werner, Politikerin (PDS, FDP)
- 1952, Viktoria Lösche, Lyrikerin
- 1952, 20. Februar, Wolfgang Heisig, Pianist und Komponist
- 1952, 10. April, Horst Müller, † 1. März 2010, Rennrodler
- 1952, 29. April, Dietmar Schmidt, Handballspieler und -trainer
- 1952, 29 Mai, Uwe Schulz, Informatiker und Professor
- 1952, 15. Juli, Joachim Müller, Fußballspieler
- 1952, 12. August, Gotthold Schwarz, Sänger und Dirigent
- 1952, 19. August, Andreas Decker, Ruderer, zweifacher Olympiasieger im Vierer ohne Steuermann
- 1952, 27. August, Karin Günther, Designerin und Abgeordnete der Volkskammer der DDR
- 1953, 2. März, Petra Vohland, † 31. Januar 2017 in Weinböhla, Malerin und Grafikerin
- 1953, 24. Oktober, Christoph Daum, † 24. August 2024 in Köln, Fußballspieler und -trainer
- 1954, Frieder W. Bergner, Posaunist
- 1954, 23. Februar, Jürgen Dürrschmidt, Politiker (Die Linke)
- 1955, 28. September, Bernhard Seifert, Entomologe
- 1956, 4. Januar, Andreas Thieme, Maler und Grafiker
- 1956, 28. Februar, Pia Findeiß, Politikerin und Oberbürgermeisterin von Zwickau
- 1956, 27. September, Michael Luther, Politiker (CDU)
- 1956, 23. November, Viola Goretzki, Ruderin; Olympiasiegerin im Achter
- 1957, Marion Hallbauer, Illustratorin
- 1957, 25. Juli, Thomas Florschuetz, Fotograf und Künstler
- 1958, Rosa Loy, Malerin und Graphikerin
- 1958, 24. Juni, Kerstin Störl, Romanistin
- 1959, Petra Steps, Autorin, Journalistin, Philosophin und Hochschulpädagogin
- 1959, 21. Januar, Katharina Oguntoye, Schriftstellerin und Historikerin
- 1959, 23. Februar, Ute Appelt-Lillack, Zeichnerin, Keramikerin und Bildhauerin
- 1959, 16. Juni, Lutz Lötzsch, Radrennfahrer
- 1959, 25. Juni, Lutz Dombrowski, Leichtathlet und Olympiasieger
- 1960, Karsten Dümmel, Schriftsteller
- 1960, Uwe Hentschel, Literaturwissenschaftler
- 1960, 9. September, Steffen Eichner, Politiker (SPD)
- 1960, 12. September, Uwe Ackermann, Leichtathlet

### 1961 bis 1970
- 1961, 15. Oktober, Heike Dähne-Kummerow, Schwimmerin
- 1962, 12. Januar, Uwe Adamczyk, Politiker (Die Linke)
- 1962, 15. Juli, Mario Pecher, Politiker (SPD)
- 1962, Wolf Kampmann, Musikjournalist
- 1963, 5. März, Cerstin Schmidt, Rennrodlerin
- 1963, 12. April, Kerstin Knüpfer, Handballspielerin
- 1963, 11. Mai, Claudia Puhlfürst, Autorin
- 1964, 13. September, Gerald Otto, Politiker (CDU), MdL
- 1964, Henry Ruß, Politiker (Die Linke), Oberbürgermeister von Reichenbach im Vogtland
- 1965, 18. Juni, Carsten Fiebeler, Regisseur
- 1965, 6. September, Holger Fandrich, Fußballspieler
- 1965, 1. Dezember, Jacqueline Alex, Schwimmerin
- 1966, Frank Haß, Pädagoge und Autor
- 1966, Christian Siegel, Maler, Grafiker, Bildhauer, Hochschullehrer und Autor
- 1966, 27. Juli, Andreas Schmalfuß, Politiker (FDP)
- 1966, 19. Oktober, Jens Fiedler, Handballspieler und -trainer
- 1967, 25. April, Nico Tippelt, Politiker (FDP), Mitglied des Sächsischen Landtags
- 1967, 28. Juni, Lars Riedel, Diskuswerfer, mehrfacher Weltmeister und Olympiasieger in Atlanta 1996
- 1969, 12. September, Olaf Schreiber, Fußballspieler
- 1969, 20. November, Ron Holzschuh, † 27. April 2020, Schauspieler
- 1970, Gisa Bauer, Theologin und Kirchenhistorikerin

### Ab 1971
- 1971, 21. September, Tobias J. Knoblich, Kulturwissenschaftler und Politiker
- 1971, 9. November, Kathrin Mädler, Pharmazeutin und Hochschullehrerin
- 1972, 16. April, Cornelia Eichner, Schriftstellerin und Erziehungswissenschaftlerin
- 1972, Daniela Pfeifer, Politikerin (CDU), MdL
- 1973, 30. März, Michaela Schanze, Handballspielerin
- 1974, Olaf Schubert, Fotojournalist und Buchautor
- 1974, 22. Februar, Sven Günther, Fußballspieler
- 1974, 30. April, Mike Haustein, Chemiker und Heimatforscher
- 1974, Jana Gunstheimer, Künstlerin und Hochschullehrerin
- 1976, 29. September, Mandy Kerkossa, Handballspielerin
- 1979, Gregor Meyer, Musiker
- 1979, 7. Juli, Isabelle Foerder, Leichtathletin
- 1979, 10. September, Katja Meier, Politikerin (Bündnis 90/Die Grünen) und Sächsische Staatsministerin der Justiz und für Demokratie, Europa und Gleichstellung
- 1980, 14. August, Anne Dietrich, Bobsportlerin, Weltmeisterin im Zweierbob 2003
- 1980, Annette Müller-Spreitz, Kunsthistorikerin, Provenzienzforscherin, Autorin und Publizistin.
- 1981, 26. April, Teresa Weißbach, Schauspielerin
- 1982, 10. Februar, Jörg Steinert, Bürgerrechtler
- 1982, 27. Mai, Cathleen Martini, Bobsportlerin; Weltmeisterin im Zweierbob 2011
- 1983, 7. Februar, Denis Bertz, Rennrodler
- 1984, Henrike Naumann, Installationskünstlerin
- 1984, 26. Februar, Immanuel Voigt, Historiker
- 1987, 5. März, Marie-Elisabeth Hecker, Violoncellistin
- 1987, 27. Januar, Thomas Arnold, römisch-katholischer Theologe und Publizist
- 1988, 27. Januar, Sascha Stiehler, Jazzmusiker
- 1988, 6. April, Maik Georgi, Fußballspieler
- 1988, 25. November, Lucas Schädlich, Radsporttrainer und Radsportler
- 1989, 28. April, Danny Röhl, Fußballtrainer
- 1989, Friedrich Herrmann, Slam-Poet
- 1990, 20. August, Kristin Gierisch, Dreispringerin
- 1995, 28. April, Paul Gehrmann, Fußballspieler
- 1995, 17. Mai, Max Gehrmann, Fußballspieler
- 1996, 17. Dezember, Elin Kolev, Violinist
- 1997, 21. Februar, Maximilian Wolfram, Fußballspieler
- 2000, 12. April, Ben-Luca Moritz, Fußballspieler
- 2003, 12. Oktober, Marvin Siebdrath, Motorradrennfahrer